# 品川シーズンテラス

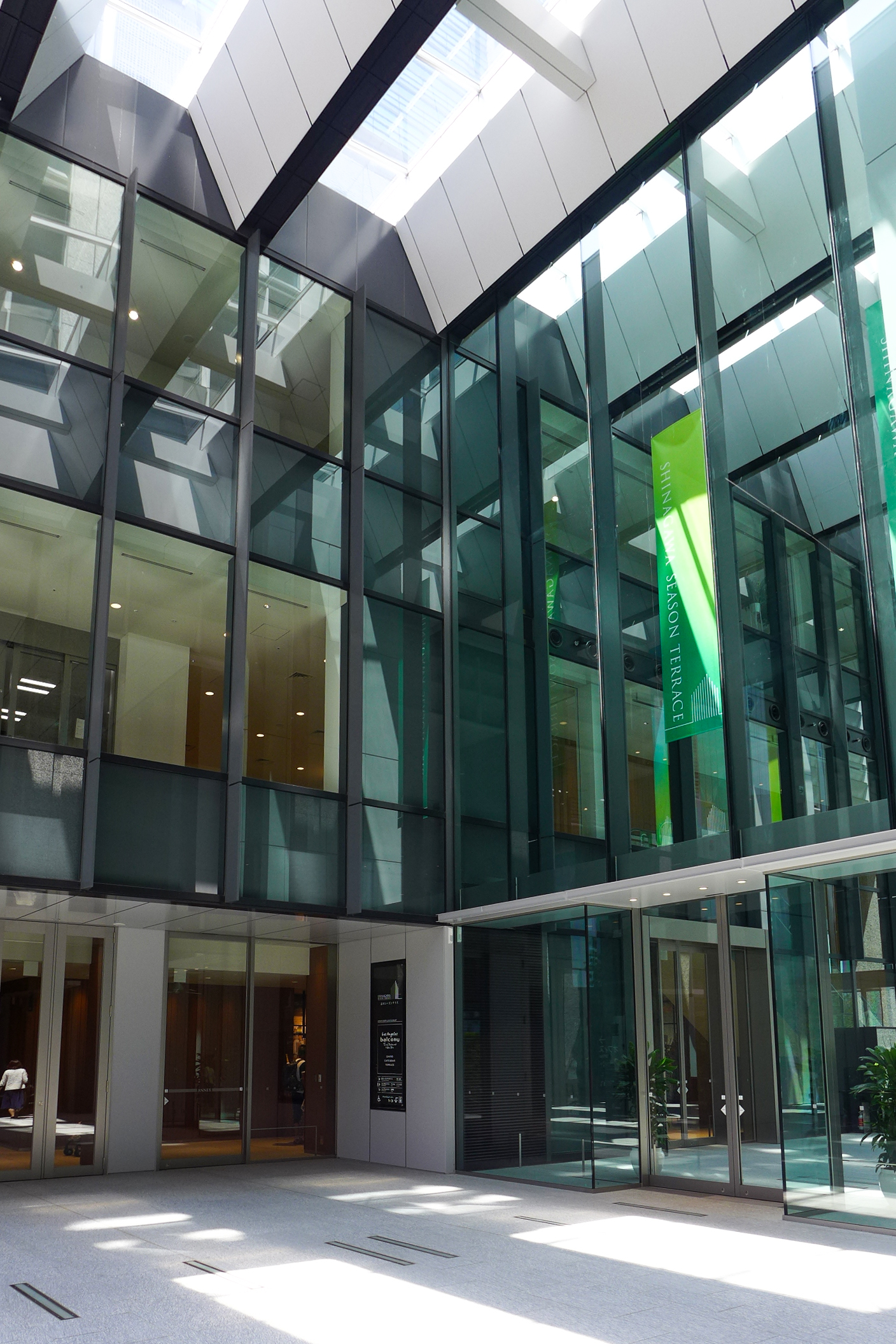
入口

品川シーズンテラス（しながわシーズンテラス）は、東京都港区港南1丁目にある地上32階、地下1階、地上高144mの超高層ビル（オフィス・商業複合施設）。

## 概要
東京都が下水処理場「芝浦水再生センター」を改修する際に、その上部に借地権を設定。これを、NTT都市開発を中心に、大成建設やヒューリックに加えて東京都の第三セクターである東京都市開発株式会社が参画するグループが、2009年（平成21年）に落札した。期間は30年間で、約864億円で落札した。（2015年6月10日付け朝日新聞では約848億円）なお、この借地権料は現金ではなく、完成したビルの持ち分を取得する形を採ったため、ビル全体の約半分を東京都が取得する形になった。この東京都の持ち分のうち約60%は事務所として賃貸に回すことになったため、初年度で約26億円の収益を確保し、下水道事業の運営経費の一部として充当されることになった。
地下には幅約110m・長さ約84mで高さが約17m～約22mの貯留池が事業費約133億円を投じて建設され、約76,000m3の雨水などを溜めることが可能となっている。この貯留池の上に作られた人工地盤に地上32階・地下1階建ての超高層ビルが建設された。こうした下水処理場の上に建設されている構造を生かして外気に比べて安定的な温度となっている下水の熱を利用した空調を導入しているほか、屋上に可動式の鏡を設置して吹き抜け空間を通じて各階に自然光を取り込むことで照明の使用量を抑えるなど自然エネルギーを活用した省エネルギーシステムが建設時から導入された。また、ビルの前の人工地盤上には約3.5haの緑地が整備された。
ビルの1階から3階に設けられた商業施設には、開業時には飲食店を中心とする21店舗が入居した。5階以上のフロアはオフィス向けのフロアとなっている。オフィスの基準階はフロア面積約1500坪。免震構造を採用し、貯水タンクや再生水利用、非常用発電機などの設備を備え、ライフラインの途絶時にもビル機能の一部を72時間程度維持することを目指している。

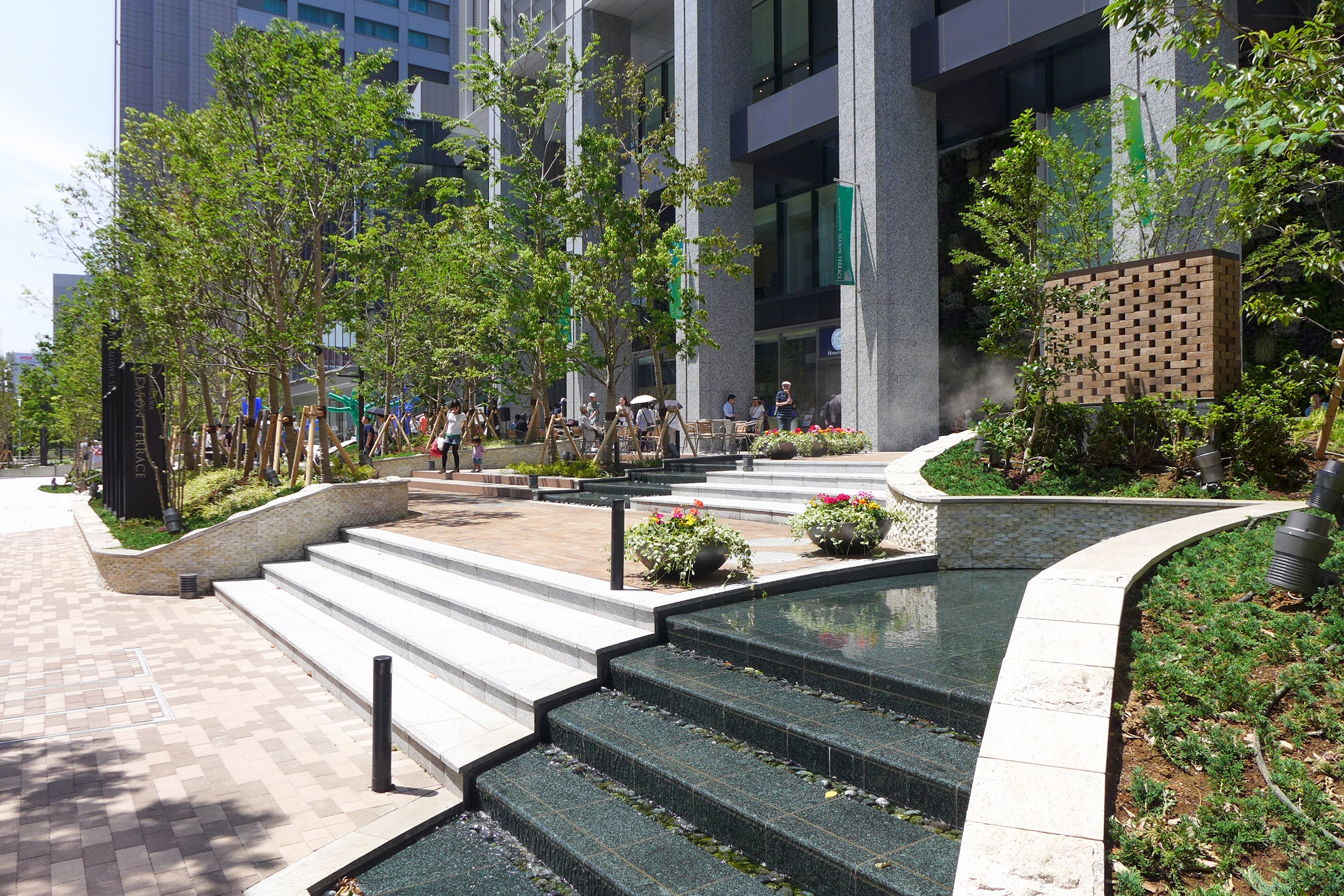
エコ広場
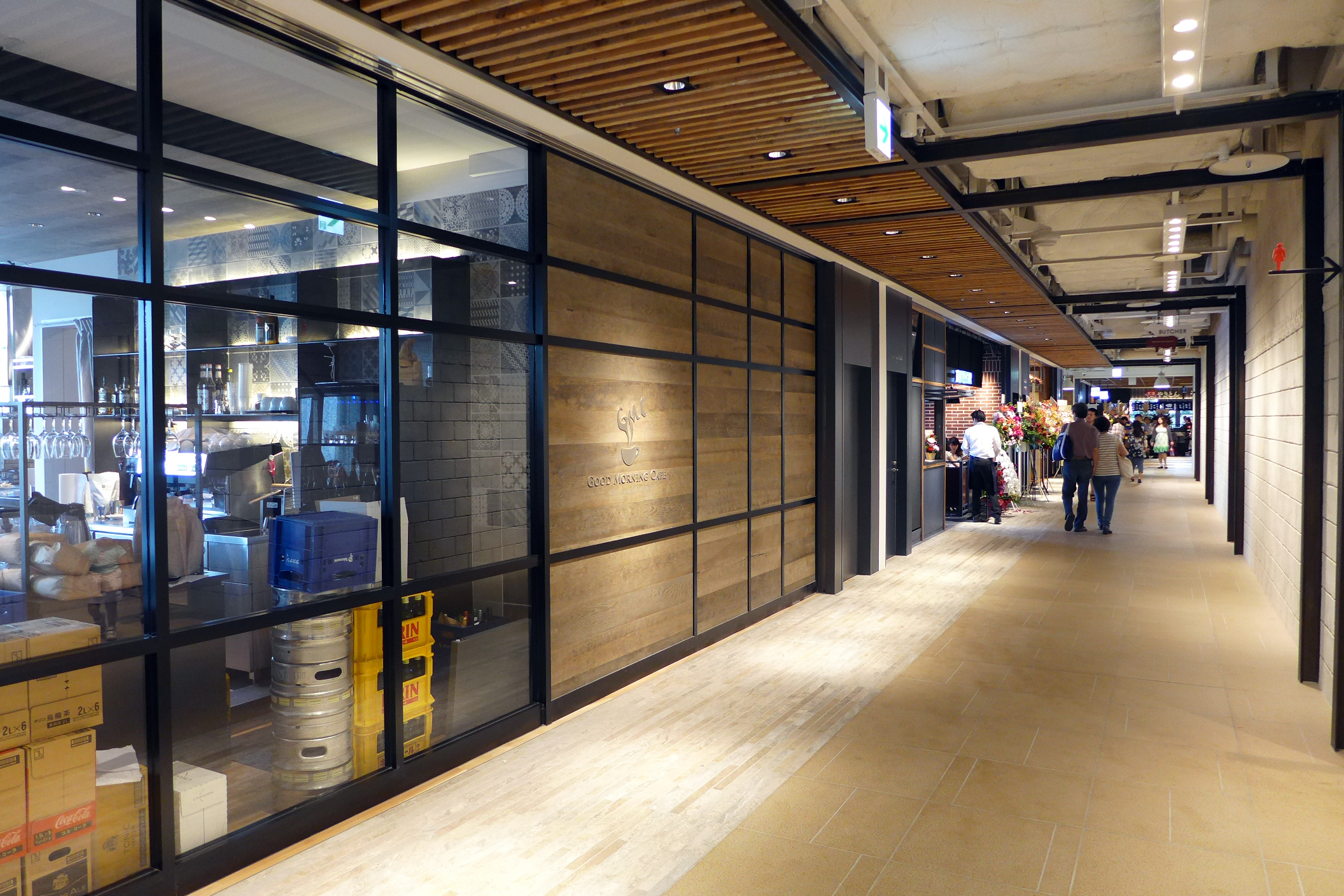
商業施設
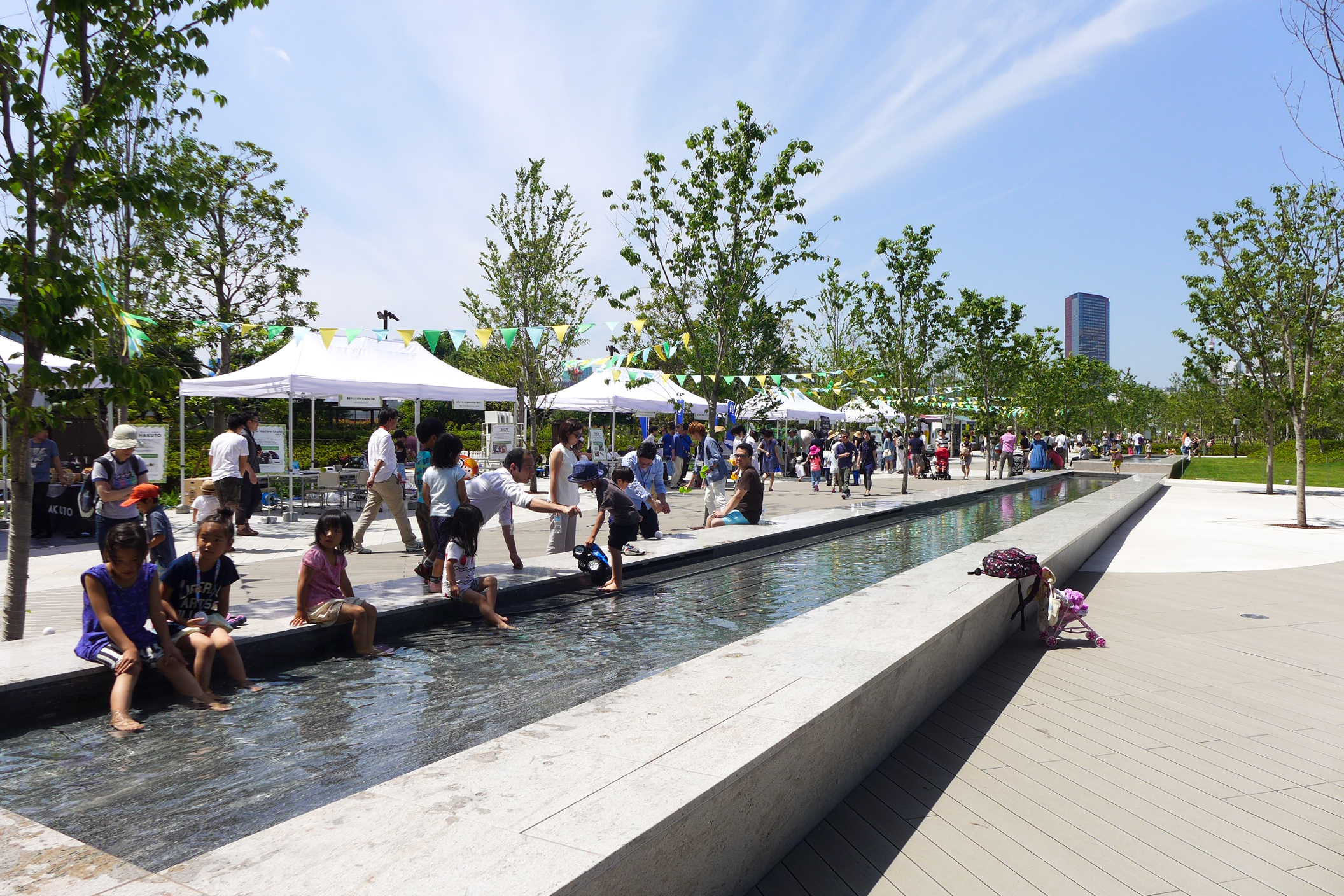
イベント広場
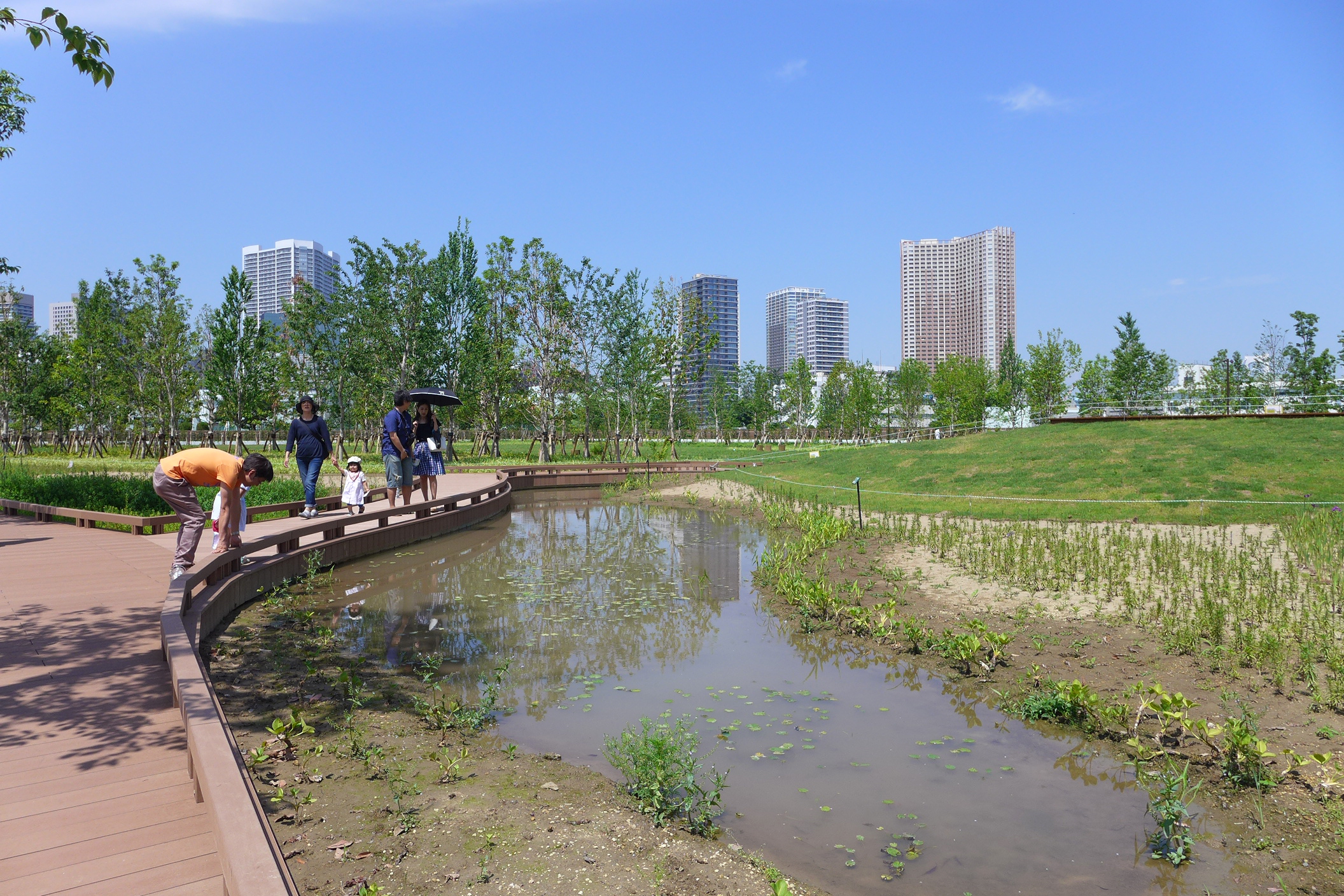
池
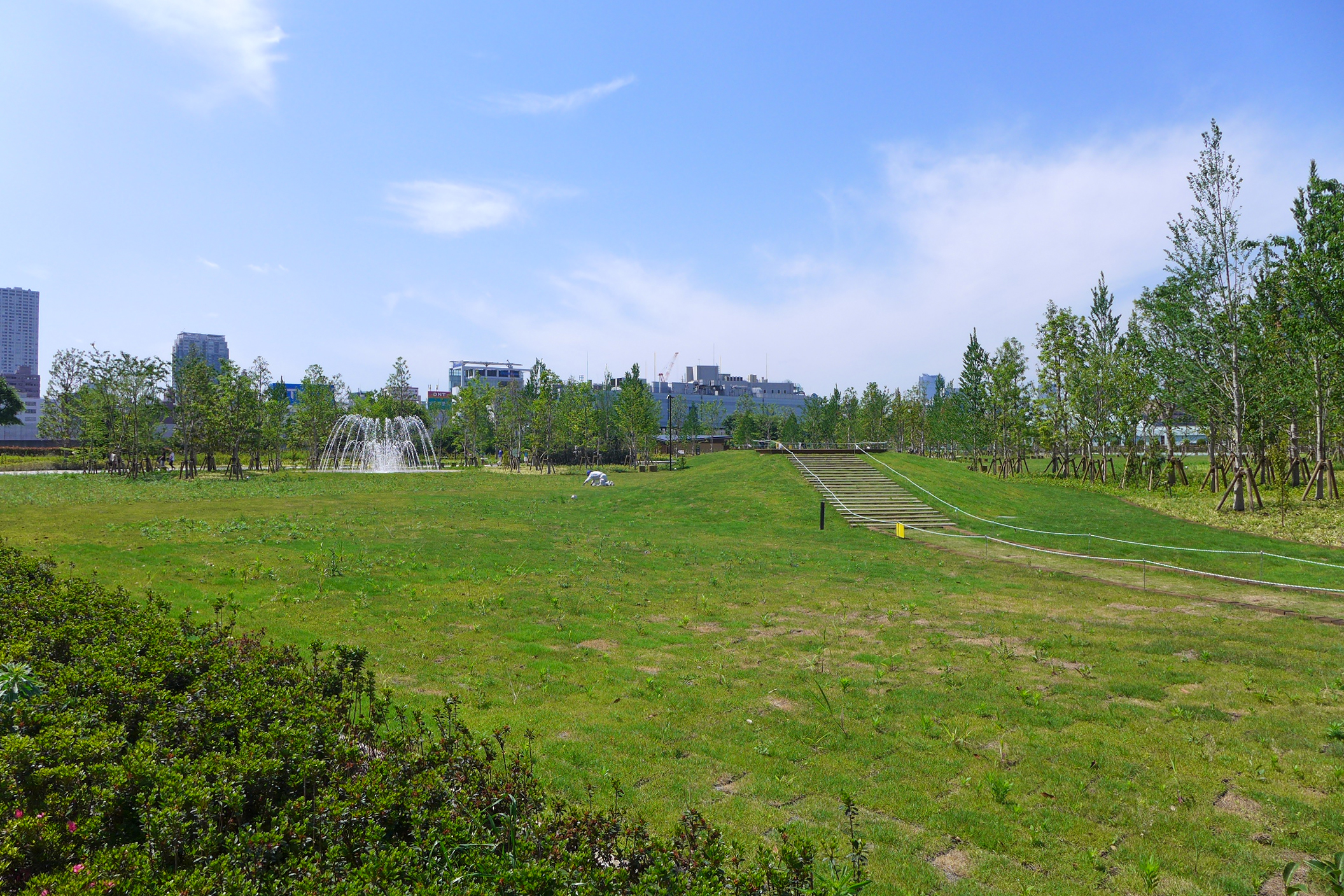
緑地

## 沿革
- 2009年（平成21年） - NTT都市開発を中心に[3]、大成建設やヒューリックに加えて東京都市開発（東京都の第三セクター）が参画するグループが[4]、「芝浦水再生センター」上部の借地権を約864億円で落札[3]。
- 2012年（平成24年）2月1日 - 着工。
- 2014年（平成26年）6月4日 - 上棟[1]。
- 2015年（平成27年）5月28日 -全面開業[2]。
- 2017年（平成29年） - グッドデザイン賞受賞。

## 主な入居企業
- 丹青社
- レベルファイブ
- オイレス工業
- エムオーテックス
- ジブラルタ生命保険
- SCREENセミコンダクターソリューションズ
- JALUX
- 日本保育サービス
- NTTファイナンス
- 公益財団法人JKA
- 株式会社コジマプロダクション
- レンゴー東京本社（登記上の本店は大阪市福島区）
- ロシュ・ダイアグノスティックス
- 日東電工東京本社（登記上の本店は大阪府茨木市）
- 日本テキサス・インスツルメンツ
- 日本ペイントホールディングス東京本社（登記上の本店は大阪市北区）
- 株式会社クロスキャット

## アクセス
- JR東日本品川駅港南口（東口）より徒歩6分
- JR東日本高輪ゲートウェイ駅が2020年に開業し、距離的には最寄り駅となる。ただし同駅からの直接の通路は未完成。
駐車場：369台（自走式37台／機械式332台）

## 撮影
- 嵐の楽曲「復活LOVE」のPVに使用されている[6]。